# Lucumonie
Une lucumonie (du latin lucumonia) est le principal centre d'un ensemble de villes étrusques sous la juridiction d'un lucumon qui y exerce des pouvoirs administratifs et législatifs.